# Santurde de Rioja
Santurde de Rioja är en kommun i Spanien. Den ligger i den autonoma regionen La Rioja i norra delen av landet, 230 km nordost om huvudstaden Madrid. Antalet invånare är 254 (2024). Arean är 15,43 kvadratkilometer.